# Diavolo in me
Diavolo in me è un singolo di Zucchero Fornaciari, estratto nel 1989 dall'album Oro, incenso e birra.

## Tracce
Testo e musica di Zucchero, eccetto dove indicato.
1. Diavolo in me (12" Version) – 4:03
2. Diavolo in me (7" Version) – 4:03
3. Diavolo in me (X-Rated Dub Mix) – 4:03
4. Hey Man – 4:27 (testo: Zucchero, Gino Paoli)

## Pubblicazioni
Il brano è stato pubblicato in tanti album dell'artista emiliano: nell'album Live at the Kremlin (primo album live dell'artista), nelle raccolte The Best of Zucchero Sugar Fornaciari's Greatest Hits, Zu & Co. (dove Zucchero ha duettato il brano con Solomon Burke) e All the Best e negli album dal vivo Live in Italy e Una rosa blanca.
Inoltre nella raccolta Diamante è contenuta una particolare versione spagnola del brano (El diablo en mi), con testo di Fito Páez.
In occasione della Settantatreesima Edizione del festival di Sanremo, il rapper Salmo, ospite durante la prima e ultima serata propose una sua versione della traccia, duettata qualche mese più tardi con lo stesso Zucchero. 

## Classifiche
| Classifica (1989-1994) | Posizione massima |
| ---------------------- | ----------------- |
| Italia                 | 14                |
| Francia                | 39                |
| Messico                | 1                 |

### Classifiche di fine anno
| Classifica (1989) | Posizione |
| ----------------- | --------- |
| Italia            | 68        |
| Classifica (1994) | Posizione |
| Messico           | 25        |
| Classifica (1995) | Posizione |
| Messico           | 45        |